# Bank of America Corporate Center

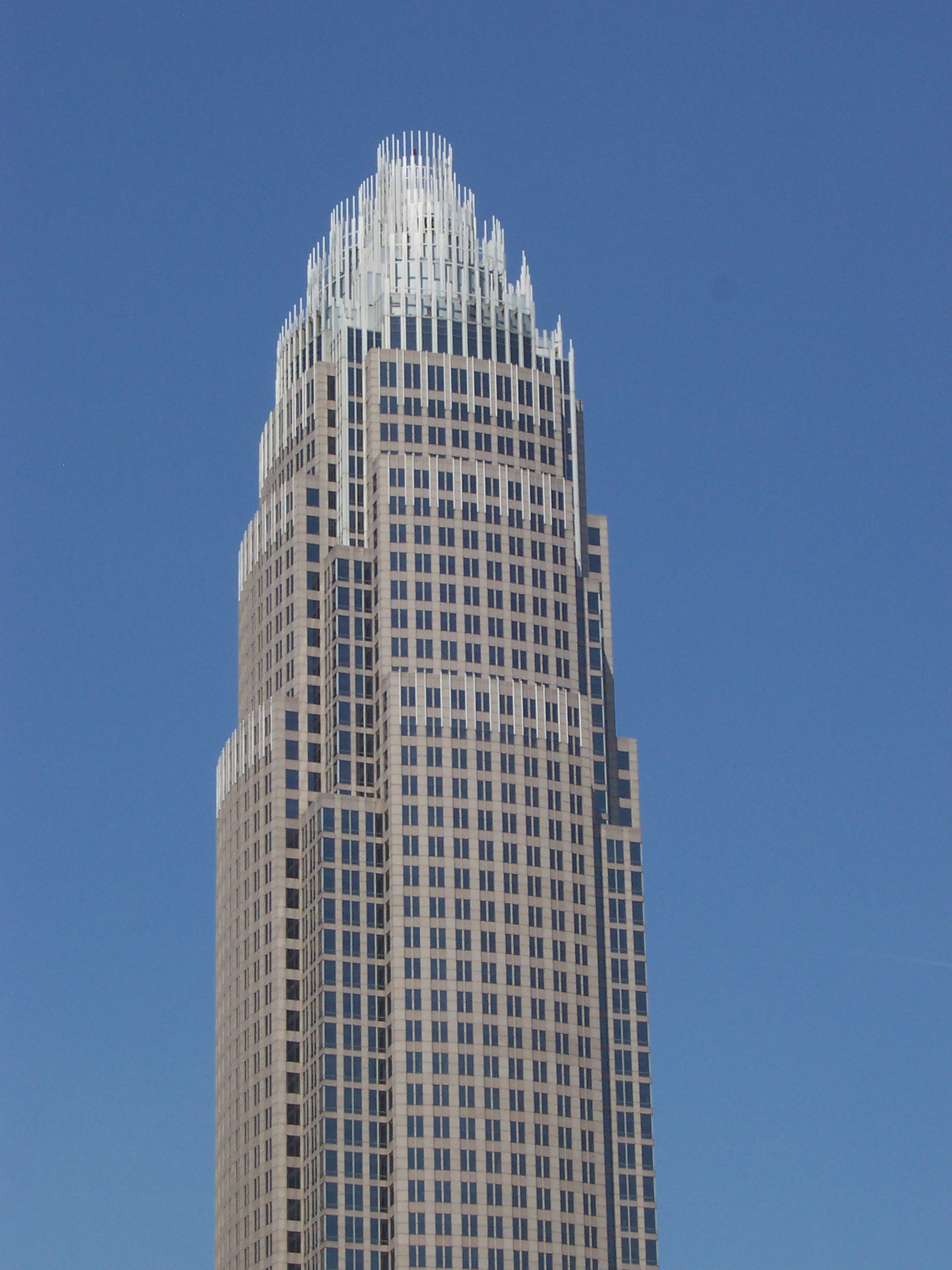
O Bank of America Corporate Center em abril de 2006

O Bank of America Corporate Center é um dos arranha-céus mais altos do mundo, com 265 metros (871 ft). Edificado na cidade de Charlotte, Carolina do Norte, foi concluído em 1992 com 60 andares.